# کلنیکی
کلنیکی (به چکی: Kelníky) یک منطقهٔ مسکونی در جمهوری چک است که در ناحیه زلین واقع شده‌است. کلنیکی ۳٫۸۱ کیلومتر مربع مساحت و ۱۶۴ نفر جمعیت دارد و ۳۳۷ متر بالاتر از سطح دریا واقع شده‌است.